# How I Met Your Mother (2.ª temporada)
A segunda temporada da série de televisão de comédia americana How I Met Your Mother estreou em 18 de setembro de 2006 e terminou em 14 de maio de 2007. Consistiu em 22 episódios, cada um com aproximadamente 22 minutos de duração. A CBS transmitiu os três primeiros episódios da segunda temporada nas noites de segunda-feira às 20:30 nos Estados Unidos, os episódios restantes foram transmitidos às 20:00. A segunda temporada completa foi lançada no DVD da região 1 em 2 de outubro de 2007.

## Sinopse
Ted e Robin são agora um casal, por sua vez, um Marshall com coração partido tenta continuar sua vida sem Lily. Depois de sofrer vários colapsos emocionais, os amigos de Marshall interveem e Barney, usando frases de efeito e xavecos espertos, tenta fazer com que Marshall volte a namorar. Mais tarde, Lily, depois de finalmente perceber que ela não estava destinada a ser uma artista, retorna a Nova Iorque. Sem rever Marshall, eles permanecem separados, enquanto ele se encontra com outra mulher. Em seguida, os dois retomam o noivado. Quando Robin se recusa a ir ao shopping ou explicar por que, Marshall suspeita que ela é casada, e Barney suspeita que ela já se apresentou em filmes adultos. Eles apostam nisso, e nomeiam Lily como a "Comissionária da Aposta do Tapa" (Slap Bet Commissioner). Lily supervisiona a busca pela verdade, quando eles descobrem que Robin era uma estrela pop adolescente no Canadá chamada "Robin Sparkles", e Marshall finalmente ganha o direito de dar um tapa em Barney cinco vezes sempre que ele quiser. É revelado que Barney tem um meio-irmão gay negro chamado James (Wayne Brady) e, sem saber que sua mãe mentiu para ele, ele acredita que Bob Barker é seu pai. Por isso, ele viaja para a Califórnia para ser um competidor no programa de televisão "O Preço Certo" para encontrar seu "pai". Enquanto no show, Barney ganha todos os prêmios e os dá a Lily e Marshall como um presente de "feliz casamento" precoce.
No final da temporada, Ted revela a Barney que ele e Robin terminaram o relacionamento por algum tempo devido a seus pontos de vista conflitantes sobre casamento e filhos. Eles não contaram a ninguém, a fim de evitar desviar a atenção do casamento de Lily e Marshall. A temporada termina com Barney animado com a perspectiva de Ted e ele serem homens solteiros na cidade novamente, e termina a temporada com Barney dizendo "isto vai ser legen... espere por isso...".

## Elenco e personagens

### Principal
- Josh Radnor como Ted Mosby
- Jason Segel como Marshall Eriksen
- Cobie Smulders como Robin Scherbatsky
- Neil Patrick Harris como Barney Stinson
- Alyson Hannigan como Lily Aldrin
- Bob Saget (não creditado) como Futuro Ted Mosby (apenas voz)

| - Lyndsy Fonseca como Penny - David Henrie como Luke - Joe Nieves como Carl - Charlene Amoia como Wendy - Joe Manganiello como Brad Morris - Marshall Manesh como Ranjit | - Bryan Cranston como Hammond Druthers - David Burtka como Scooter - Bob Barker como ele mesmo - Wayne Brady como James Stinson - Michael Gross como Alfred Mosby - Charles Robinson como Presidente do banco - Emmitt Smith como ele mesmo - Lucy Hale como Katie Scherbatsky - Ryan Pinkston como Kyle |

## Episódios
| N.º na série | N.º na temp. | Título                      | Dirigido por  | Escrito por                | Exibição original       | Cód. de produção | Audiência (milhões) |
| --- | ------------ | --------------------------- | ------------- | -------------------------- | ----------------------- | ---------------- | ------------------- |
| 23 | 1            | "Where Were We?"            | Pamela Fryman | Carter Bays e Craig Thomas | 18 de setembro de 2006  | 2ALH01           | 10,48               |
| A turma tenta ajudar Marshall a superar Lily. Barney o leva para um clube de strip e Ted o leva para um jogo dos Yankees. Marshall encontra uma trilha de cartão de crédito que leva ao hotel de Lily na cidade, mas os caras tentam impedi-lo de vê-la. |              |                             |               |                            |                         |                  |                     |
| 24 | 2            | "The Scorpion and the Toad" | Rob Greenberg | Chris Harris               | 25 de setembro de 2006  | 2ALH02           | 9,14                |
| Barney ensina Marshall a pegar mulheres. Quando as coisas começam a azedar para um Marshall desajeitado, Barney intervém e conquista as mulheres... para si mesmo. Lily retorna de sua experiência artística. Enquanto a ajuda a procurar um apartamento novo, Ted fica cansado de ouvir sobre o incrível verão de Lily em San Francisco.                                                                                                   |              |                             |               |                            |                         |                  |                     |
| 25 | 3            | "Brunch"                    | Pamela Fryman | Stephen Lloyd              | 2 de outubro de 2006    | 2ALH03           | 9,32                |
| Quando Ted, Robin e a turma passam o fim de semana com seus pais, Ted fica surpreso quando um segredo de família que muda as coisas para sempre é revelado no brunch. Enquanto isso, Marshall e Lily acham difícil se controlar quando são forçados a passar um tempo juntos com os pais de Ted. |              |                             |               |                            |                         |                  |                     |
| 26 | 4            | "Ted Mosby, Architect"      | Pamela Fryman | Kristin Newman             | 9 de outubro de 2006    | 2ALH04           | 9,09                |
| Depois que Robin insinua que o trabalho de Ted é chato, Barney decide convencer seu amigo do contrário. Enquanto os caras testam a linha de pick-up "Ted Mosby, arquiteto" nas mulheres, eles percebem que realmente funciona. Mas quando Robin ouve que Ted está desfilando pela cidade pegando garotas, ela vai atrás dele para descobrir a verdade.                                                                                      |              |                             |               |                            |                         |                  |                     |
| 27 | 5            | "World's Greatest Couple"   | Pamela Fryman | Brenda Hsueh               | 16 de outubro de 2006   | 2ALH06           | 9,05                |
| Lily se muda para o apartamento de Barney. Funciona bem no começo, quando Lily se livra das conquistas de Barney fingindo ser sua esposa. Barney a joga fora quando ele fica desapontado ao descobrir que eles dormiram juntos na cama dele sem fazer sexo. |              |                             |               |                            |                         |                  |                     |
| 28 | 6            | "Aldrin Justice"            | Pamela Fryman | Jamie Rhonheimer           | 23 de outubro de 2006   | 2ALH05           | 9,59                |
| Barney decide agradar a professora de direito insatisfeita de Marshall, enquanto Lily consegue um emprego no escritório de arquitetura de Ted e tenta ensinar uma lição ao seu chefe. |              |                             |               |                            |                         |                  |                     |
| 29 | 7            | "Swarley"                   | Pamela Fryman | Greg Malins                | 6 de novembro de 2006   | 2ALH07           | 8,22                |
| Barney é erroneamente chamado Swarley em uma cafeteria e seus amigos o chamam Swarley o dia todo. Marshall começa a namorar uma mulher e eles realmente se dão bem, mas Barney e Ted dizem a ele que ele tem que dar um fora nela porque ela tem "olhos de doida". |              |                             |               |                            |                         |                  |                     |
| 30 | 8            | "Atlantic City"             | Pamela Fryman | Maria Ferrari              | 13 de novembro de 2006  | 2ALH08           | 9,33                |
| Marshall e Lily, juntos novamente, decidem fugir para Atlantic City e juntam Barney, Ted e Robin para participar do casamento. |              |                             |               |                            |                         |                  |                     |
| 31 | 9            | "Slap Bet"                  | Pamela Fryman | Kourtney Kang              | 20 de novembro de 2006  | 2ALH09           | 8,85                |
| Barney descobre o passado secreto de Robin e a verdadeira razão por trás de sua forte aversão a shoppings, o que leva Barney e Marshall a fazer uma aposta. |              |                             |               |                            |                         |                  |                     |
| 32 | 10           | "Single Stamina"            | Pamela Fryman | Kristin Newman             | 27 de novembro de 2006  | 2ALH10           | 9,85                |
| O irmão de Barney, James (Wayne Brady), o visita e Robin, a única no grupo que nunca o conheceu, fica surpresa. Mas James tem uma surpresa para Barney que ele acha difícil de aceitar. |              |                             |               |                            |                         |                  |                     |
| 33 | 11           | "How Lily Stole Christmas"  | Pamela Fryman | Brenda Hsueh               | 11 de dezembro de 2006  | 2ALH12           | 8,81                |
| Ted quase estraga o Natal para todos quando, ainda carregando raiva de Lily por ter quebrado o noivado, ele a chama de um nome horrivelmente nojento. |              |                             |               |                            |                         |                  |                     |
| 34 | 12           | "First Time in New York"    | Pamela Fryman | Gloria Calderon Kellett    | 8 de janeiro de 2007    | 2ALH11           | 8,37                |
| Robin quer dizer a Ted que o ama, mas ela não pode dar o salto. Enquanto isso, a irmã dela os visita e traz o namorado, e Robin não reage bem quando a irmã diz que está pronta para perder a virgindade. |              |                             |               |                            |                         |                  |                     |
| 35 | 13           | "Columns"                   | Rob Greenberg | Matt Kuhn                  | 22 de janeiro de 2007   | 2ALH14           | 9,42                |
| Quando Ted é constantemente insultado por seu ex-chefe, que agora está trabalhando para ele em um projeto, ele é instruído a despedir o homem, mas ele acha isso uma coisa difícil de fazer. Enquanto isso, Barney oferece a Lily muito dinheiro para pintar um retrato nu dele. |              |                             |               |                            |                         |                  |                     |
| 36 | 14           | "Monday Night Football"     | Rob Greenberg | Carter Bays e Craig Thomas | 5 de fevereiro de 2007  | 2ALH13           | 10,61               |
| O grupo planeja assistir ao Super Bowl XLI porém foram convidados para um funeral na mesma noite. Eles planejam gravar o jogo e não descobrir a pontuação antes de assistir no dia seguinte. |              |                             |               |                            |                         |                  |                     |
| 37 | 15           | "Lucky Penny"               | Pamela Fryman | Jamie Rhonheimer           | 12 de fevereiro de 2007 | 2ALH15           | 9,68                |
| Ted encontra um centavo da "sorte" e, embora a má sorte comece a segui-lo, pode ser a melhor coisa que já aconteceu com ele. |              |                             |               |                            |                         |                  |                     |
| 38 | 16           | "Stuff"                     | Pamela Fryman | Kourtney Kang              | 19 de fevereiro de 2007 | 2ALH16           | 8,95                |
| Depois que Robin se chateia por Ted por manter todos os presentes de ex-namoradas, Ted decide que é hora de jogá-los fora. No entanto, as marés mudam quando ele descobre que Robin também estava segurando itens. Lily diz ao grupo inteiro para ir à uma peça. Depois que Barney diz a ela que é péssima, ela diz que elogiaria uma peça que ele executou, independentemente de quão ruim era - Barney decide provar que ela está errada. |              |                             |               |                            |                         |                  |                     |
| 39 | 17           | "Arrivederci, Fiero"        | Pamela Fryman | Chris Harris               | 26 de fevereiro de 2007 | 2ALH17           | 9,33                |
| O amado Fiero de Marshall, de 1988, morre pouco antes de atingir a marca de 200.000 milhas, levando o grupo a reviver suas maiores memórias no carro. |              |                             |               |                            |                         |                  |                     |
| 40 | 18           | "Moving Day"                | Pamela Fryman | Maria Ferrari              | 19 de março de 2007     | 2ALH18           | 7,27                |
| Quando Ted e Robin alcançam um novo marco em seu relacionamento, Barney faz tudo o que pode para prejudicar sua felicidade. Para fazer isso, Barney rouba o caminhão alugado que Ted está usando para o dia da mudança, incluindo todos os pertences dentro dele. |              |                             |               |                            |                         |                  |                     |
| 41 | 19           | "Bachelor Party"            | Pamela Fryman | Carter Bays e Craig Thomas | 9 de abril de 2007      | 2ALH19           | 9,90                |
| Quando Barney estraga os planos de despedida de solteiro de Marshall, Lily revela informações sobre Barney que obriga Marshall a repensar sua escolha de padrinho. |              |                             |               |                            |                         |                  |                     |
| 42 | 20           | "Showdown"                  | Pamela Fryman | Gloria Calderon Kellett    | 30 de abril de 2007     | 2ALH20           | 7,24                |
| Barney é escolhido como concorrente de The Price Is Right, dando-lhe a oportunidade de realizar um de seus desejos de vida: conhecer Bob Barker, que ele ilusoriamente acredita ser seu pai. |              |                             |               |                            |                         |                  |                     |
| 43 | 21           | "Something Borrowed"        | Pamela Fryman | Greg Malins                | 7 de maio de 2007       | 2ALH21           | 7,69                |
| O dia do casamento de Lily e Marshall chega, mas nada corre como planejado. Surpreendentemente, Barney intervém para salvar seu momento único na vida. Enquanto isso, Barney abusa da superpotência frase "é para a noiva". |              |                             |               |                            |                         |                  |                     |
| 44 | 22           | "Something Blue"            | Pamela Fryman | Carter Bays e Craig Thomas | 14 de maio de 2007      | 2ALH22           | 9,90                |
| Barney ouve que Ted e Robin têm um segredo, levando-o a imaginar o que poderia ser. Quando o segredo é revelado, a verdade surpreende até Barney. |              |                             |               |                            |                         |                  |                     |

## Recepção
A segunda temporada recebeu elogios da crítica.  Staci Krause, do IGN, deu uma crítica positiva à temporada, chamando de "ótima".

## Lançamento em DVD
| How I Met Your Mother: Season 2[carece de fontes?]                                                       | | | | | | | | |
| Detalhes do conjunto                                                                                     | Detalhes do conjunto                                                                                     | Detalhes do conjunto                                                                                     | Detalhes do conjunto                                                                                     | Características especiais | Características especiais | Características especiais | Características especiais | Características especiais |
| - 22 Episódios - 3 Discos - Inglês (Dolby Digital 5.1 Surround) - Legendas em inglês, espanhol e francês | - 22 Episódios - 3 Discos - Inglês (Dolby Digital 5.1 Surround) - Legendas em inglês, espanhol e francês | - 22 Episódios - 3 Discos - Inglês (Dolby Digital 5.1 Surround) - Legendas em inglês, espanhol e francês | - 22 Episódios - 3 Discos - Inglês (Dolby Digital 5.1 Surround) - Legendas em inglês, espanhol e francês | - comentários em sete episódios - How We Make Your Mother - 2 videoclipes ("Let's Go To The Mall" e "Hey Beautiful") - 3 cenas "How It Really Happened" - Bloopers - Easter Eggs | - comentários em sete episódios - How We Make Your Mother - 2 videoclipes ("Let's Go To The Mall" e "Hey Beautiful") - 3 cenas "How It Really Happened" - Bloopers - Easter Eggs | - comentários em sete episódios - How We Make Your Mother - 2 videoclipes ("Let's Go To The Mall" e "Hey Beautiful") - 3 cenas "How It Really Happened" - Bloopers - Easter Eggs | - comentários em sete episódios - How We Make Your Mother - 2 videoclipes ("Let's Go To The Mall" e "Hey Beautiful") - 3 cenas "How It Really Happened" - Bloopers - Easter Eggs | - comentários em sete episódios - How We Make Your Mother - 2 videoclipes ("Let's Go To The Mall" e "Hey Beautiful") - 3 cenas "How It Really Happened" - Bloopers - Easter Eggs |
| Data de lançamento                                                                                       | | | | | | | | |
| Região 1                                                                                                 | Região 1                                                                                                 | Região 1                                                                                                 | Região 2                                                                                                 | Região 2 | Região 2 | Região 4 | Região 4 | Região 4 |
| 2 de outubro de 2007                                                                                     | 2 de outubro de 2007                                                                                     | 2 de outubro de 2007                                                                                     | 8 de fevereiro de 2010                                                                                   | 8 de fevereiro de 2010 | 8 de fevereiro de 2010 | 8 de abril de 2008 | 8 de abril de 2008 | 8 de abril de 2008 |